# Communauté de communes Caux Estuaire
Die Communauté de communes Caux Estuaire ist ein ehemaliger französischer Gemeindeverband mit der Rechtsform einer Communauté de communes im Département Seine-Maritime in der Region Normandie. Sie wurde am 14. Dezember 1998 gegründet und umfasste 16 Gemeinden. Der Verwaltungssitz befand sich im Ort Saint-Romain-de-Colbosc. Sie wurde 2019 mit dem Communauté d’agglomération Havraise und Canton Criquetot L'Esneval zur Communauté urbaine Le Havre Seine Métropole verschmolzen.

## Ehemalige Mitgliedsgemeinden
1. Épretot
2. Étainhus
3. Gommerville
4. Graimbouville
5. La Cerlangue
6. La Remuée
7. Les Trois-Pierres
8. Oudalle
9. Sainneville
10. Saint-Aubin-Routot
11. Saint-Gilles-de-la-Neuville
12. Saint-Laurent-de-Brèvedent
13. Saint-Romain-de-Colbosc
14. Saint-Vigor-d’Ymonville
15. Saint-Vincent-Cramesnil
16. Sandouville